# R.A. Dickey
Robert Allen Dickey (ur. 29 października 1974) – amerykański baseballista, który występował na pozycji miotacza. Brązowy medalista z Igrzysk Olimpijskich w Atlancie w 1996.

## Przebieg kariery
Dickey studiował na University of Tennessee, gdzie w latach 1994–1996  grał w drużynie uniwersyteckiej Tennessee Volunteers. W 1996 został wybrany w pierwszej rundzie draftu z numerem osiemnastym przez Texas Rangers i początkowo występował w klubach farmerskich tego zespołu, między innymi w Oklahoma RedHawks, reprezentującym poziom Triple-A. W Major League Baseball zadebiutował 22 kwietnia 2001 w meczu przeciwko Oakland Athletics. W sezonie 2007 grał w klubie farmerskim Milwaukee Brewers Nashville Sounds.
W listopadzie 2007 podpisał kontrakt jako wolny agent z Minnesota Twins, jednak tydzień później przeszedł na zasadzie Rule 5 draft (draft, do którego przystępują zawodnicy z niższych lig, niepowołani do 40-osobowego składu na najbliższy sezon) do Seattle Mariners. W 2009 występował w Minnesota Twins jako reliever. W grudniu 2009 podpisał kontrakt z New York Mets. W sezonie 2012 wystąpił w Meczu Gwiazd, a także zwyciężając w 20 meczach (2. wynik w lidze), rozgrywając najwięcej inningów (233⅔) w National League i zaliczając najwięcej strikeoutów (230), otrzymał nagrodę Cy Young Award dla najlepszego miotacza w lidze. W czerwcu 2012 został wybrany do Tennessee Baseball Hall of Fame.
W grudniu 2012 w ramach wymiany zawodników przeszedł do Toronto Blue Jays. W sezonie 2013 otrzymał Złotą Rękawicę spośród miotaczy. 27 czerwca 2014 w meczu z Chicago White Sox zaliczył 1000. strikeout w MLB. W listopadzie 2016 podpisał roczny kontrakt z Atlanta Braves z opcją przedłużenia na sezon 2018.

## Nagrody i wyróżnienia
| Nagroda/wyróżnienie | Lata | Źródło |
| All-Star            | 2012 | [ 5 ]  |
| NL Cy Young Award   | 2012 | [ 8 ]  |
| Gold Glove Award    | 2013 | [ 10 ] |
| Branch Rickey Award | 2012 | [ 13 ] |